# Громовик донський
Громовик донський (Onosma tanaitica Klokov) — рослина з родини шорстколисті (Boraginaceae).

## Загальна біоморфологічна характеристика
Життєва форма — гемікриптофіт. Напівкущик 10-35 см заввишки із численними квітконосними стеблами та неплідними пагонами. Стебла білуваті від притиснутого запушення з щетинок і волосків, густо улиснені. Листки ланцетні, з загорненими краями, густо вкриті притиснутими щетинками і короткими волосками. Суцвіття — прості або подвійні завитки. Квітки правильні. Чашечки зрослолисткові, вільні частини ланцетнолінійні, до 9 мм завдовжки та 1,5 мм завширшки. Віночки зрослопелюсткові, 15-19 (20) мм завдовжки, блідо-жовті, трубчастолійкоподібні, голі (крім зубців). Плодоніжки до 6 мм завдовжки. Плід розпадний, горішки гладенькі. Цвіте у травні-липні. Плодоносить у липні-серпні. Розмножується переважно насінням.

## Екологія
Зростає на відкритих еродованих крейдяних, мергелевих та вапнякових відшаруваннях, схилах, пісках, гранітах; зрідка на лесах та пісковиках.

## Поширення
Східноєвропейський степовий вид. Ендемік. Поширений в південно-західній Росії і в східній Україні.
Зростає у басейнах річок Сіверський Донець та Дон, у їх середній та нижній течії.

### Поширення в Україні
В Україні поширений в басейні Сіверського Дінця і Приазов'ї — по річкам Кринка і Суха Волноваха. Ареал охоплює Донецьку, Луганську і Харківську області.

## Чисельність
Трапляється поодинці або незначними групами. В урочищі Пристенському, Балці Гіркій чисельність висока. У відділенні «Стрільцівський степ» та в Національному природному парку «Святі Гори» чисельність популяцій низька, але структура повночленна.
Чисельність зменшується через руйнування природних місць зростання внаслідок випасання худоби, розорювання степових цілин, лісорозведення на схилах, розробки гірських порід, сінокосіння тощо.

## Раритетність та охорона
У Росії вид занесено до Червоних книг Ростовської, Білгородської, Курської областей.
Громовик донський входить до Червоної книги України (природоохоронний статус — «Неоцінений»), Червоної книги Донецької області.
Охороняється у відділенні «Крейдова флора» Українського степового природного заповіднику, відділенні «Стрільцівський степ» Луганського природного заповіднику, в Національному природному парку «Святі Гори», в регіональному ландшафтному парку «Клебан-Бик», на території пам'ятки природи загальнодержавного значення «Балка Гірка» (Донецька область) та інших територіях природно-заповідного фонду.